# Auguste Haouissée
Auguste Haouissée SJ (* 1. Oktober 1877 in Évran, Frankreich; † 10. September 1948) war ein französischer Ordensgeistlicher und erster Bischof von Shanghai. 

## Leben
Auguste Haouissée trat der Ordensgemeinschaft der Jesuiten bei und empfing am 10. Juni 1910 die Priesterweihe. Papst Pius XI. bestellte ihn 1928 zum Koadjutor des damaligen Apostolischen Vikariats in Nanjing und ernannte ihn zum Titularbischof von Cercina. Die Bischofsweihe spendete ihm am 3. Oktober 1928 Bischof Henri Lécroart SJ, Apostolischer Vikar von Chi-Li; Mitkonsekratoren waren Bischof Adéodat-Jean-Roch Wittner OFM, Apostolischer Vikar von Shantung, und Bischof André-Jean-François Defebvre CM, Apostolischer Vikar von Ningpo.
1931 erfolgte die Ernennung zum Apostolischen Vikar in Nanjing; 1933 zum Apostolischen Vikar in Shanghai. Nach der Erhebung des Vikariats Shanghai zum Bistum Shanghai am 11. April 1946 wurde er von Papst Pius XII. zu dessen ersten Bischof bestellt.